# Kumpf
Ein Kumpf (von urgermanisch *kumpa- auch *kumba- „Gefäß, Maßgefäß“) bezeichnet verschiedene alt- und mittelhochdeutsche Raummaße sowie das (teilweise mit Wasser gefüllte) Behältnis zum Mitführen des Wetzsteins, siehe Kumpf (Köcher). Ein Kumpf im ersten Sinne entsprach regional unterschiedlich zwischen 6, 8 und 10 Liter. Abgeleitet ist die bereits im 15. Jahrhundert bekannte Bedeutung von Kump als Brunnentrog auf dem Marktplatz.
Der Kumpf als kleineres Maß leitete sich vom Malter ab. Er galt für das sogenannte Frucht- und Getreidemaß.
Im Großherzogtum Hessen galt 1 Malter = 4 Simmer = 16 Kumpf = 64 Gescheid = 256 Mäschen = 64 Liter.

## Vorgeschichte

### Linearbandkeramische Kultur

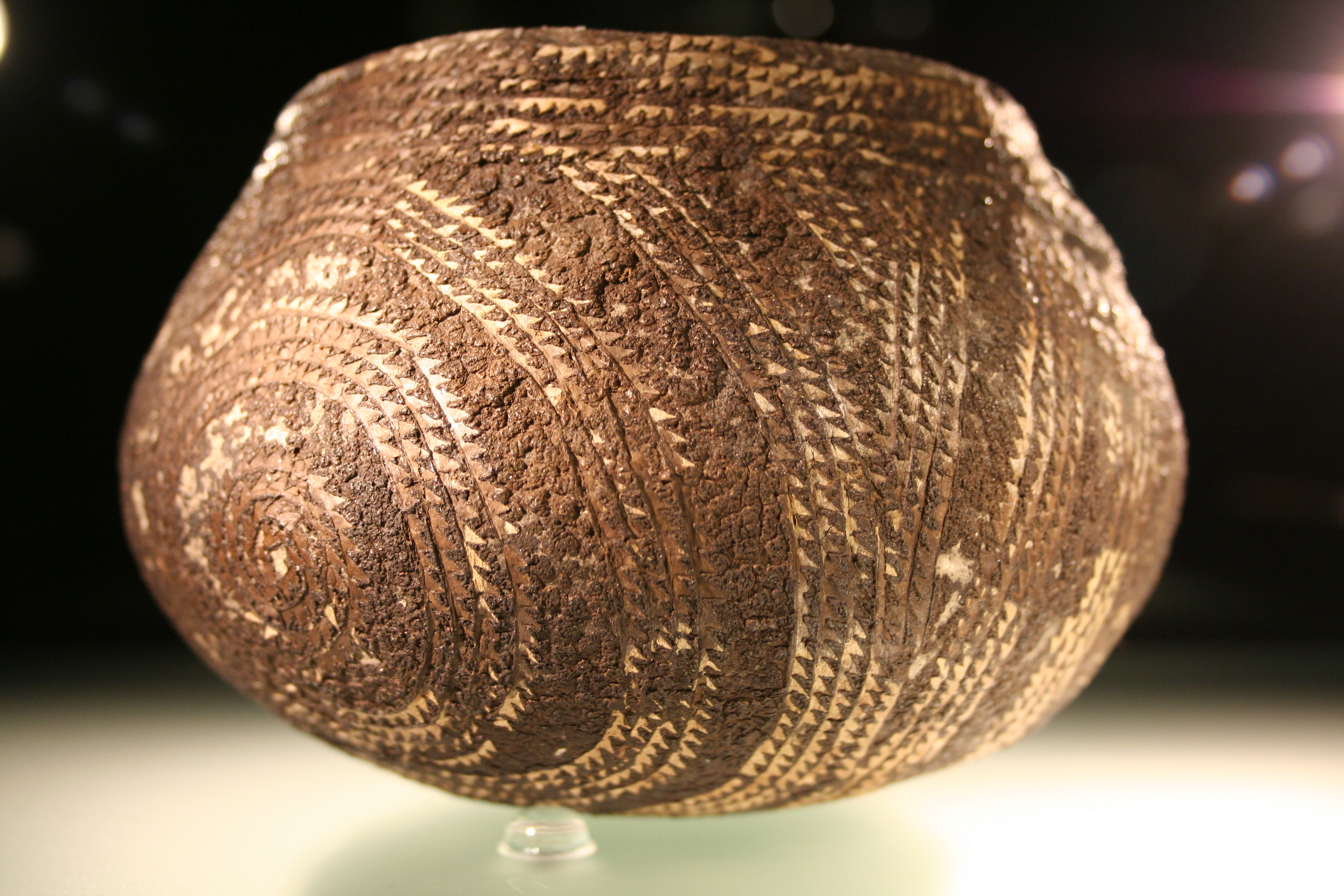
Geflickter Kumpf, mit Pech und Intarsien im Šárka-Stil aus dem Bandkeramischen Brunnen Altscherbitz

Ein häufiger Gefäßtyp der jungsteinzeitlichen Bandkeramischen Kultur wird von Archäologen als Kumpf bezeichnet. Es handelt sich um ein rundbodiges und henkelloses Gefäß. Es kann ritzverziert sein oder Knubben oder Griffwarzen tragen. Frühe Kümpfe sind flachbodig und leicht doppelkonisch, spätere Formen meist rund. Von Schuchardt wurde angenommen, dass die Form organischer Kalebassen nachempfunden wurde, jedoch war der Flaschenkürbis zu dieser Zeit in Mitteleuropa unbekannt.
Intarsien sind eine für 5134 v. Chr. in einem Brunnen in Droßdorf im Landkreis Leipzig nachgewiesene Kumpfverzierung. Dabei ist die Oberfläche des Gefäßes mit Birkenpech überzogen und in das Pech sind Reihen von Dreiecken aus Birkenrinde eingelegt, die sich zu Spiralen formen. Die Verzierung mit Pech (auch als Bemalung) ist typisch für den Šárka-Stil, der nach einem Prager Vorort benannt ist. Eine solche Verzierung ist auch von Gefäßen aus den Brunnen in Altscherbitz und Eythra und aus Siedlungsfunden bekannt.
Der Kumpf verschwindet mit dem Ende der Stichbandkeramik.

### Weitere Funde
Einfache handgeformte Gefäße mit meist grob kugliger Form werden auch in anderen archäologischen Kulturen als Kumpf bezeichnet. So gehörten Kümpfe in der Merowingerzeit häufig zu den Grabbeigaben in Kindergräbern, manchmal lassen sich in den Gefäßen noch Reste von Getreidebrei als Speisebeigabe nachweisen. Sie findet sich aber z. B. auch auf der Iberischen Halbinsel in den ungeplünderten Antas von Poço da Gateira und in Farisoa I in der Region Monsaraz in Portugal. Eine unmittelbare Übernahme dieser Gefäßform scheint durch die Cerny-Kultur im Pariser Becken erfolgt zu sein, wo sich ein Kumpf in der Anlage von Balloy-Les Réaudins fand.

## Heutiger Gebrauch in Dialekten
Im Odenwälder Dialekt (Odenwälderisch) kennt man den „Kummbe“ im Sinne eines irdenen Trinkgefäßes (z. B. „Kaffeekummbe“), im rheinischen Dialekt bezeichnet „Kump“, häufiger noch in der Verniedlichungsform „Kömpche“ bzw. „Kümpche“, ein Gefäß.

Im Hunsrückischen bezeichnet „Kump“ eine tiefe Schüssel und einen Viehtrog.

## Etymologie
Für die germanische Ursprache ist *kumpaz zu rekonstruieren; daneben ist (beruhend u. a. auf Kumme ‚tiefe Schale, Schüssel‘) noch eine Variante oder verwandte Bildung *kumbō anzusetzen. Dessen weitere Herkunft ist unsicher. Vielleicht besteht ein Zusammenhang mit altgriechisch kúmbos (maskulin), kúmbē (feminin) ‚Trinkgefäß, Schale‘. Möglicherweise handelt es sich um ein altes Lehnwort aus Südeuropa. Darüber hinaus bezeichnet kumbha auch im Sanskrit den ‚Krug‘ (vgl. auch den Namen des hohen hinduistischen Feiertages Kumbh Mela, übersetzt als ‚Fest des Kruges‘); dieses Wort lässt sich für die indoiranische Ursprache rekonstruieren und scheint ein uraltes Wanderwort zu sein, das auch in mehreren europäischen Zweigen der indogermanischen Sprachfamilie auftaucht.

## Namensbestandteil
Der Ausdruck hat sich in Süddeutschland und in Österreich auch als Familienname erhalten; bekannt ist beispielsweise der österreichische Maler Gottfried Kumpf. Der Ortsname Kumpfmühle oder Kumpfmühl findet sich vor allem in Oberbayern häufig. Als Namensbestandteil tritt der Ausdruck bei den Literaten Michael Kumpfmüller und Hans Kumpfmüller auf.